# Скопска-Црна-Гора
Скопска-Црна-Гора («Скопская Чёрная Гора»; макед. и серб. кир. Скопска Црна Гора, серб. лат. Skopska Crna Gora, алб. Mali i Zi i Shkupit); часто только как Црна-Гора («Чёрная Гора»; макед. и серб. кир. Црна Гора, серб. лат. Crna Gora, алб. Mali i Zi)) — горный массив расположенный большей своей частью в Северной Македонии, а также на границе с ней регионов Сербии — автономного края Косово и Метохия и Пчиньского округа, к востоку от долины реки Лепенац. 
Традиционно известна как Света-Гора («Святая Гора»; макед. и серб. кир. Света Гора, серб. лат. Sveta Gora) или исторически Карадаг (тур. Karadağ — «Чёрная Гора», макед. и серб. кир. Карадаг, серб. лат. Karadag, алб. Karadak).
У подножья массива находятся города: Скопье — у южных склонов, Куманово — у восточных, Качаник у западных и Гнилане на севере. Высочайшая вершина массива — гора Рамно (1651 м).